# Lithurgus
Lithurgus is een geslacht van vliesvleugelige insecten van de familie Megachilidae.

## Kenmerken
Lithurgus zijn ca. 8 tot 19 mm lang, het achterlijf is wat afgeplat en heeft meestal haarverbanden. In gewoonte lijken steenbijen op bladsnijbijen (Megachile). Vrouwtjes hebben bulten op hun voorhoofd, mannetjes hebben een doornachtig eindsegment.

## Levenswijze
De inheemse Lithurgus hebben één generatie per jaar en zijn solitair. Ze vliegen in juli en augustus. De vrouwtjes zoeken dood, zeer hard hout voor hun nest. Ze boren gaten in het hout met hun bovenkaken, met een hoofdtunnel en twee of drie zijtunnels, die elk een broedcel bevat. De doorgangen hebben een diameter van ca. 5 mm. De stuifmeelvoorraad voor de larven wordt in de broedcellen opgeslagen en er wordt een ei op gelegd. De broedcellen worden afgesloten met houtsnippers. Oude nesten kunnen komend jaar weer gebruikt worden.

## Soorten
- L. andrewsi Cockerell, 1909
- L. antilleorum (Michener, 1988)
- L. apicalis Cresson, 1875
- L. atratiformis Cockerell, 1905
- L. atratus Smith, 1853
- L. australior Cockerell, 1919
- L. bitorulosus (Snelling, 1986)
- L. bractipes Perkins & Cheesman, 1928
- L. cephalotes (van der Zanden, 1977)
- L. cognatus Smith, 1868
- L. collaris Smith, 1873
- L. collieri Cockerell, 1929
- L. cornutus (Fabricius, 1787)
- L. chrysurus Fonscolombe, 1834
- L. echinocacti Cockerell, 1898
- L. fortis Cockerell, 1929
- L. gibbosus Smith, 1853
- L. hypoleucus Cockerell, 1937
- L. illudens Saussure, 1890
- L. lissopoda (Cameron, 1908)
- L. listrotus (Snelling, 1983)
- L. littoralis Cockerell, 1917
- L. magnus (Rahman, 1997)
- L. nigricans (Cameron, 1898)
- L. ogasawarensis Yasumatsu, 1955
- L. planifrons Friese, 1908

- L. pullatus Vachal, 1903
- L. rubricatus Smith, 1853
- L. rufipes Smith, 1853
- L. rufiventris Friese, 1908
- L. scabrosus (Smith, 1859)
- L. sparganotes (Schletterer, 1891)
- L. spiniferus Cameron, 1905
- L. taprobanae (Cameron, 1904)
- L. tibialis Morawitz, 1875
- L. tiwarii Gupta & Tewari, 1987
- L. unifasciatus Radoszkowski, 1882
- L. xishuangense Wu, 2006